# Trek Factory Racing/2014
Deze pagina geeft een overzicht van de wielerploeg Trek Factory Racing in 2014.

## Algemeen
Sponsors: Trek, Shimano
Algemeen Manager: Luca Guercilena
Teammanager: Kim Andersen
Ploegleiders: Adriano Baffi, Dirk Demol, Alain Gallopin, Luc Meersman
Fietsen: Trek
Materaal: Shimano
Kopmannen: Robert Kišerlovski, Fränk Schleck, Fabian Cancellara

## Renners
| Naam               | Geboortedatum | Nationaliteit    | Ploeg 2013                         |
| ------------------ | ------------- | ---------------- | ---------------------------------- |
| Eugenio Alafaci    | 09-08-1990    | Italië           | Leopard-Trek Continental Team, NEO |
| Julián Arredondo   | 30-06-1988    | Colombia         | Team Nippo                         |
| Fumiyuki Beppu     | 10-04-1983    | Japan            | Orica-GreenEdge                    |
| Matthew Busche     | 09-05-1985    | Verenigde Staten |                                    |
| Fabian Cancellara  | 18-03-1981    | Zwitserland      |                                    |
| Stijn Devolder     | 29-08-1979    | België           |                                    |
| Laurent Didier     | 19-07-1984    | Luxemburg        |                                    |
| Fabio Felline      | 29-03-1990    | Italië           | Androni Giocattoli-Venezuela       |
| Danilo Hondo       | 04-01-1974    | Duitsland        |                                    |
| Markel Irizar      | 05-02-1980    | Spanje           |                                    |
| Bob Jungels        | 22-09-1992    | Luxemburg        |                                    |
| Robert Kišerlovski | 09-08-1986    | Kroatië          |                                    |
| Giacomo Nizzolo    | 30-01-1989    | Italië           |                                    |
| Jaroslav Popovytsj | 04-01-1980    | Oekraïne         |                                    |
| Grégory Rast       | 17-01-1980    | Zwitserland      |                                    |
| Hayden Roulston    | 10-01-1981    | Nieuw-Zeeland    |                                    |
| Andy Schleck       | 10-06-1985    | Luxemburg        |                                    |
| Fränk Schleck      | 15-04-1980    | Luxemburg        |                                    |
| Jesse Sergent      | 08-07-1988    | Nieuw-Zeeland    |                                    |
| Fábio Silvestre    | 25-01-1990    | Portugal         | Leopard-Trek Continental Team, NEO |
| Jasper Stuyven     | 17-04-1992    | België           | Bontrager Cycling Team, NEO        |
| Boy van Poppel     | 18-01-1988    | Nederland        | Vacansoleil-DCM                    |
| Danny van Poppel   | 26-07-1993    | Nederland        | Vacansoleil-DCM, NEO               |
| Kristof Vandewalle | 05-04-1985    | België           | Omega Pharma-Quick-Step            |
| Jens Voigt         | 17-09-1971    | Duitsland        |                                    |
| Calvin Watson      | 06-01-1993    | Australië        | NEO                                |
| Riccardo Zoidl     | 08-04-1988    | Oostenrijk       | Team Gourmetfein Simplon           |
| Haimar Zubeldia    | 01-04-1977    | Spanje           |                                    |
| Stagiairs          |               |                  |                                    |
| Clément Chevrier   | 29-06-1992    | Frankrijk        | Bissell Development Team           |
| Ryan Eastman       | 28-07-1992    | Verenigde Staten | Bissell Development Team           |
| Alex Kirsch        | 12-06-1992    | Luxemburg        | Leopard Development Team           |

### Vertrokken
| Renner           | Team 2014                   |
| ---------------- | --------------------------- |
| Jan Bakelants    | Omega Pharma-Quick-Step     |
| George Bennett   | Cannondale Pro Cycling Team |
| Tony Gallopin    | Lotto-Belisol               |
| Ben Hermans      | BMC Racing Team             |
| Chris Horner     | Lampre-Merida               |
| Benjamin King    | Team Garmin-Sharp           |
| Andreas Klöden   | Gestopt                     |
| Tiago Machado    | Team NetApp-Endura          |
| Maxime Monfort   | Lotto-Belisol               |
| Nélson Oliveira  | Lampre-Merida               |
| Thomas Rohregger | Gestopt                     |

## Belangrijke overwinningen
Nationale kampioenschappen wielrennen
 Nieuw-Zeeland, Wegrit, Elite: Hayden Roulston
 België, Tijdrit, Elite: Kristof Vandewalle
Ronde van San Luis
2e etappe: Julián Arredondo
3e etappe: Giacomo Nizzolo
6e etappe: Julián Arredondo
Driedaagse van West-Vlaanderen
1e etappe: Danny van Poppel
Ploegenklassement
Ronde van Vlaanderen
Winnaar: Fabian Cancellara
Ronde van Italië
18e etappe: Julián Arredondo
Bergklassement: Julián Arredondo
Ronde van Luxemburg
Proloog: Danny van Poppel
Zwitsers kampioenschap
Tijdrit: Fabian Cancellara
Luxemburgs kampioenschap
Tijdrit: Laurent Didier
Japans kampioenschap
Tijdrit: Fumiyuki Beppu
Luxemburgs kampioenschap
Wegrit: Fränk Schleck
Oostenrijks kampioenschap
Wegrit: Riccardo Zoidl
Ronde van Oostenrijk
5e etappe: Jesse Sergent
7e etappe: Kristof Vandewalle
Ronde van Wallonië
2e etappe: Giacomo Nizzolo
Ronde van Polen
7e etappe: Kristof Vandewalle
USA Pro Challenge
5e etappe: Laurent Didier
Mannen: 2011 · 2012 · 2013 · 2014 · 2015 · 2016 · 2017 · 2018 · 2019 · 2020 · 2021 · 2022 · 2023 · 2024 · 2025
Vrouwen: 2019 · 2020 · 2021 · 2022 · 2023 · 2024 · 2025
AG2R-La Mondiale · Astana · Belkin Pro Cycling · BMC Racing Team · Cannondale Pro Cycling Team · Team Europcar · FDJ · Garmin Sharp · Giant-Shimano · Katjoesja · Lampre-Merida · Lotto-Belisol · Team Movistar · Omega Pharma-Quick-Step · Orica-GreenEdge · Team Sky · Tinkoff-Saxo · Trek Factory Racing